# Anthony Minghella
Anthony Minghella CBE (Ryde, 1954. január 6. – London, 2008. március 18.) Oscar-díjas brit filmrendező, forgatókönyvíró és filmproducer.
Az 1996-os Az angol beteg című filmjével megnyerte a legjobb rendezőnek járó Oscart és legjobb adaptált forgatókönyv kategóriában is jelölést szerzett. Utóbbira az 1999-es A tehetséges Mr. Ripley című filmdrámával második alkalommal is jelölték. Halála után koproducerként jelölést kapott a legjobb film díjra is A felolvasó című filmjével.
Egyéb rendezései közé tartozik a Szívből, igazán (1990), a Hideghegy (2003) és a Bűnös viszonyok (2006).

## Fiatalkora és családja
Anthony Minghella Eddie és Gloria Minghella gyermekeként született 1954. január 6-án Ryde-ban.
Tanulmányait a Hulli Egyetemen végezte.
A Hulli Egyetemen drámát adott elő, majd tv-sorozatok forgatókönyvírója volt.

## Magánélete
Felesége Carolyn Choa volt.

## Filmográfia

### Rendezőként
| Év   | Magyar cím                            | Eredeti cím                        | Feladatkör | Feladatkör | Feladatkör | Megjegyzések                  |
| Év   | Magyar cím                            | Eredeti cím                        | Rendező    | Író        | Producer   | Megjegyzések                  |
| ---- | ------------------------------------- | ---------------------------------- | ---------- | ---------- | ---------- | ----------------------------- |
| 1978 |                                       | A Little Like Drowning             | Igen       | Igen       | Nem        |                               |
| 1990 |                                       | Inspector Morse                    | Nem        | Igen       | Nem        | televíziós sorozat (1 epizód) |
| 1990 | Szívből, igazán                       | Truly, Madly, Deeply               | Igen       | Igen       | Nem        |                               |
| 1993 |                                       | Mr. Wonderful                      | Igen       | Nem        | Nem        |                               |
| 1996 | Az angol beteg                        | The English Patient                | Igen       | Igen       | Nem        |                               |
| 1999 | A tehetséges Mr. Ripley               | The Talented Mr. Ripley            | Igen       | Igen       | Nem        |                               |
| 2000 |                                       | Play                               | Igen       | Nem        | Nem        | rövidfilm                     |
| 2001 | Iris – Egy csodálatos női elme        | Iris                               | Nem        | Nem        | Vezető     |                               |
| 2002 | A gyilkosok is a mennyországba mennek | Heaven                             | Nem        | Nem        | Vezető     |                               |
| 2002 | A csendes amerikai                    | The Quiet American                 | Nem        | Nem        | Vezető     |                               |
| 2003 | Hideghegy                             | Cold Mountain                      | Igen       | Nem        | Nem        |                               |
| 2005 | A tolmács                             | The Interpreter                    | Nem        | Nem        | Igen       |                               |
| 2006 | Tűzveszély                            | Catch a Fire                       | Nem        | Nem        | Igen       |                               |
| 2006 | Bűnös viszonyok                       | Breaking and Entering              | Igen       | Igen       | Igen       |                               |
| 2007 | Michael Clayton                       | Michael Clayton                    | Nem        | Nem        | Vezető     |                               |
| 2008 |                                       | Love You More                      | Nem        | Nem        | Igen       | rövidfilm                     |
| 2008 | A felolvasó                           | The Reader                         | Nem        | Nem        | Igen       |                               |
| 2008 | Női Szimat Nyomozóiroda               | The No. 1 Ladies' Detective Agency | Igen       | Igen       | Vezető     | próbaepizód                   |
| 2008 | Szeretlek, New York                   | New York, I Love You               | Nem        | Igen       | Vezető     | "Shekhar Kapur" szegmens      |
| 2009 | Kilenc                                | Nine                               | Nem        | Igen       | Nem        | posztumusz megjelenés         |

### Színészként
- 1978 – A Little Like Drowning (Eduardo)
- 2007 – Vágy és vezeklés (interjúztató) – magyar hangja Barbinek Péter[7]

## Művei
- Whale Music (1983)
- Made in Bangkok (1986)
- Interior – Room, Exterior – City (1989)

## Színművei
- One (1992)
- Driven to Distraction: A Case for Inspector Morse (1994)
- Two (1997)

## Díjai
- BAFTA-díj (1992) Szívből, igazán
- Oscar-díj a legjobb rendezőnek (1996) Az angol beteg
- BAFTA-díj a legjobb filmnek (1997) Az angol beteg